# 涼風花
涼風花（りょう ふうか、1985年（昭和60年）10月12日 - ）は、日本の書道家(calligraphy)である。身長159cm、血液型B型。栃木県立今市高等学校卒。
栃木県日光市出身。2010年、美人すぎる書道家として、メディア・雑誌等に取り上げられる。書道家として活動する書道師範で日光観光大使でもある。

## 略歴
小さな頃から祖母の影響もあり日本の文化が大好きで、お囃子に参加したり、お祭りというお祭りには顔を出し浴衣や和服に馴染みがある。その祖母に勧められて7歳で書道を始め書道展にて多くの賞を受賞した事もあり、単純なせいかやる気満々になり、中学二年生で書道師範資格を取得。将来は書道の先生になろうと決めていたので高校に入り大人の部でも師範資格を取得、硬筆(ペン)の師範も取得。また時代劇も多く観ていたので時代劇に出てみたいという夢もあり上京しようとするも両親が強く反対。
何かしら上京する方法を模索した結果、「資格を取って安心して貰おう♪」という思い付きから歯科衛生士の資格を取得し、その後22才で上京して歯科衛生士として働いている頃にスカウトされ事務所の意向で舞台女優としてお客様を呼べる様にとレースクイーンのオーディションを受け活動するも、レースクイーンの仕事をしていると水着の仕事を多く依頼されるようになり、「これはちょっと違うぞ？？？」と思い、その1年でレースクイーンの仕事も事務所も辞める。
そして丁度その頃、「書道師範資格を持っているなら書道家として仕事してみたら？」という話を受け、元々書道を仕事にする気持ちもあり、2010年より書道家活動を開始。「プレバト!!」などテレビ番組にも出演し書道家として精進し続ける。NHK大河「直虎」や「西郷どん」では書道指導や手元吹き替え出演も行い、2018年5月放送開始のNHK時代劇「そろばん侍 風の市兵衛」では題字制作と共に出演もしている。
松本零士とのコラボ浮世絵や初音ミク関連商品への文字提供などアニメ作品とのコラボも多い。
毎日書道展毎日賞、高野山競書大会金剛峯寺賞など多く受賞。

## 人物
- 書道師範、硬筆ペン字師範。歯科衛生士の資格も所有。
- 中学・高校時代はテニス部に所属。高校時代は蕎麦屋でアルバイトをしていた。

## テレビ
- 土曜時代ドラマ「そろばん侍 風の市兵衛」(NHK)題字制作、出演
- 満喫！とちぎ日和レギュラー（とちぎテレビ）
- 大河「直虎」(NHK)書道指導、手元吹き替え出演
- 大河「西郷どん」(NHK)書道指導、手元吹き替え出演
- MAG・ネット（NHK）
- 踊る!さんま御殿!!（日本テレビ）
- サタデーバリューフィーバー「ナマエdeヨバレネーゼ 〜知ってる!?私のMONO語り〜」（日本テレビ）
- 月曜から夜ふかし（日本テレビ）
- 行列のできる法律相談所（日本テレビ）
- 東京女子図鑑（TBS）
- 新知識階級クマグス（TBS）
- ツボ娘（TBS）
- 有吉AKB共和国（TBS）
- アッコにおまかせ!（TBS）
- プレバト!!（毎日放送）
- 林先生が驚く初耳学!（毎日放送）
- フジ算（フジテレビ）
- ほこ×たて（フジテレビ）
- やじうまプラス（テレビ朝日）
- 雑学王（テレビ朝日）
- 『ぷっ』すま（テレビ朝日）
- 地球で一番をシボリ出せ! シボリタ星人（テレビ朝日）
- 学生才能発掘バラエティ 学生HEROES!（テレビ朝日）
- ジョージ・ポットマンの平成史（テレビ東京）
- 地元応援バラエティ このへん!!トラベラー（テレビ東京）
- オトナ講座（テレビ東京）
- TokYo,Boy（TOKYO MX）
- 満喫!とちぎ日和（とちぎテレビ）
- ニュースワイド21（とちぎテレビ）
- うつのみや花火大会（とちぎテレビ）
- 街の達人（BS日テレ）
- ジャニーズJr.ランド（BSスカパー!）
- TOKYO GIRLS（Fashion TV）

## 新聞・雑誌
- 東京スポーツ、ツイッターで人気爆発! みんな大好きアヒル口[単行本]、
- 週刊ヤングジャンプ、フラッシュ、週刊ポスト、COOL TRANS、SAPIO、週刊実話EX大衆、エンタテインメントダッシュ、ブレイクマックス、週刊プレイボーイモノマガジン、MAQUIA、東京グラフィティ、ニッポン放送「ごごばん」レッツエンジョイ東京、毎日新聞、読売新聞、産経スポーツ、モア、Tarzan

## モデル
- 東武百貨店「歳末着物市」たんす屋まつり
- パナソニックマッサージチェア「リアルプロ」[3]
- 2013参議院通常選挙告知ポスター
- 栃木県警察交通安全キャンペーン
- 筆まめ、筆ぐるめ、楽々はがきプロモーション
- Rêveur(レヴール)シャンプー店頭ポスター
- 東武鉄道SL「大樹」ヘッドマーク揮毫[4]

## CM
- 大王製紙「elis」テレビCM
- マクドナルド総選挙ウェブCM
- 資生堂専科ウェブCM
- LIXILウェブCM
- CLEAR(クリア) ヘアケアシャンプーウェブCM
- 2013参議院通常選挙テレビCM
- 栃木県警察交通安全キャンペーンテレビCM
- Rêveur(レヴール)シャンプーテレビCM
- JAとちほのかテレビCM

## 著書
「美の書道」、
「20日で驚くほど上達 美文字練習帳」、 
「小学校で習ったはずなのに、間違いやすい漢字の書き順」
「手紙・はがき美文字練習帖」